# Joaquim Cardozo
Joaquim Maria Moreira Cardozo (Recife, 26 de agosto de 1897-Olinda, 4 de noviembre de 1978) fue un ingeniero estructural, poeta, cuentista, dramaturgo, profesor universitario, traductor, editor de revistas de arte y arquitectura, dibujante, ilustrador, caricaturista y crítico de arte brasileño. Era políglota, conocía alrededor de quince idiomas.
Ingeniero responsable de los proyectos estructurales que permitieron la construcción de los monumentos más importantes de Brasilia y del Conjunto Arquitectônico da Pampulha (Belo Horizonte) —las obras más complejas de la carrera de Oscar Niemeyer—, Cardozo revolucionó la concepción estructural del cemento armado con sus métodos de cálculo, contribuyendo a la renovación de la arquitectura mundial. Para Niemeyer, Joaquim Cardozo era "el brasileño más culto que existía".

## Biografía

### El poeta
Sus primeros poemas datan de 1924, sin embargo, el primer libro Poemas surgió hasta 1947, y únicamente por insistencia de sus amigos. Joaquim Cardozo, que tenía una memoria prodigiosa, se sabía todos sus poemas y no los modificaba, ni en una coma, cuando los recitaba públicamente en distintos momentos.
Convivió con poetas modernistas como Manuel Bandeira y João Cabral de Melo Neto. Publicó varios libros entre 1946 y 1975, en los que usó como temas principales su natal Recife y el Nordeste brasileño. También fue traductor y crítico de arte.
Ocupó la Silla 39 de la Academia Pernambucana de Letras. Fue elegido el 18 de febrero de 1975 y tomó posesión el 6 de septiembre de 1977, un año antes de su muerte.
En total, fueron publicados once libros de su autoría, de los cuales se destacan el inaugural Poemas, que contaba con un prefacio del poeta Carlos Drummond de Andrade, uno de sus mayores admiradores; dos de sus obras teatrales, O Coronel de Macambira y De uma Noite de Festa; y sus Poesías Completas. Su último libro, Um livro Aceso e Nove Canções Sombrias, fue publicado póstumamente. Su actuación en la prensa incluye su participación en el Diario de Pernambuco, como dibujante de tiras cómicas; a su vez, fue colaborador y director de la Revista do Norte, la Revista do Patrimônio Histórico y en las revistas Para Todos y Módulo.

### El ingeniero

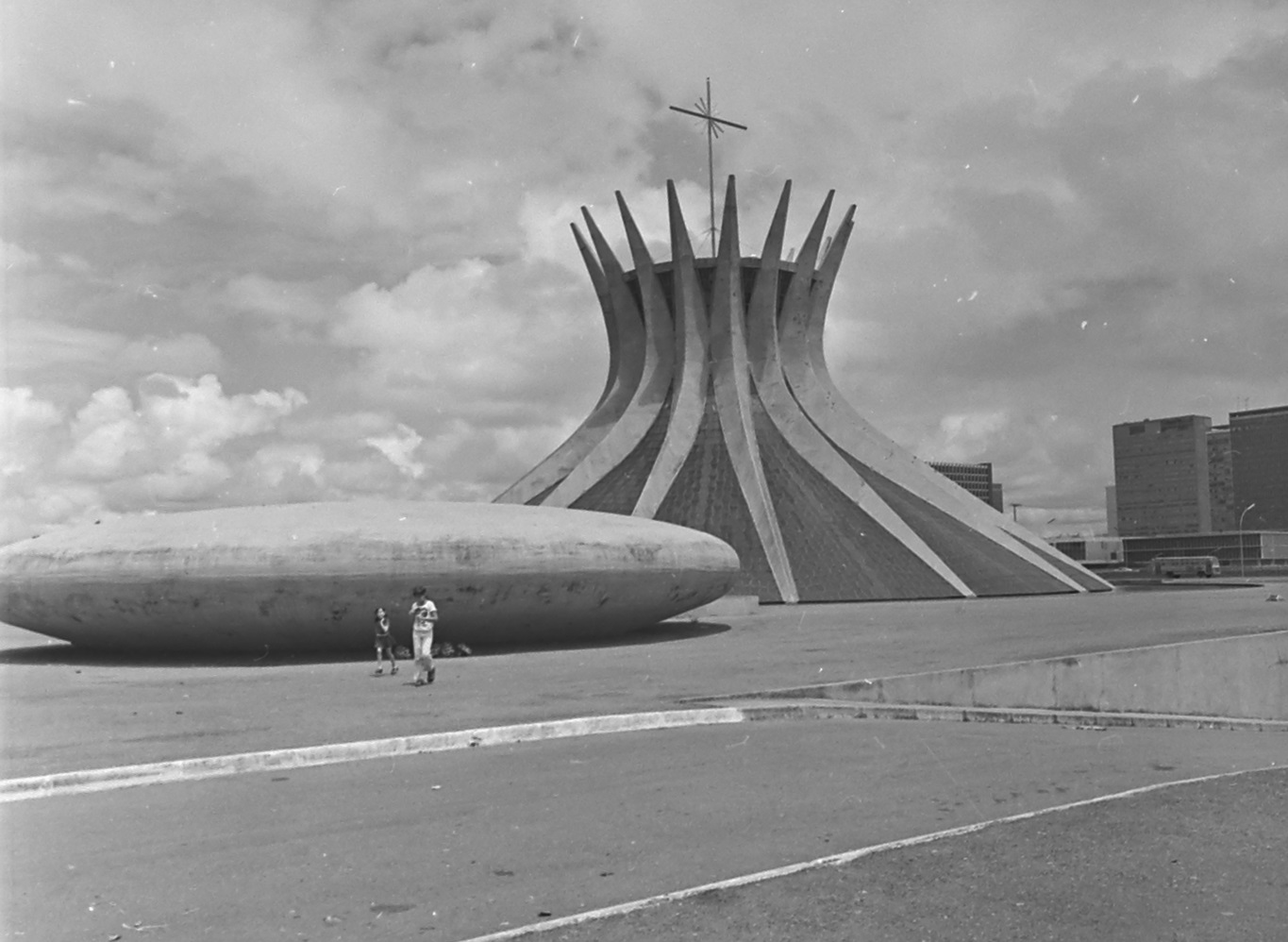
Las hipótesis de cálculo de Joaquim Cardozo permitieron que las bases de la Catedral de Brasilia (foto) y de los principales palacios de la capital federal de Brasil apenas toquen el terreno, como agujas.

Especializado en cálculo de estructuras, se destacó por su colaboración con el arquitecto Oscar Niemeyer en la construcción de Brasilia y del Conjunto Arquitetônico de la Pampulha. Sus hipótesis de cálculo permitieron que obras de la capital federal de Brasil, como el Palacio de Planalto, el Palacio de la Alvorada y la Catedral de Brasilia, sólo toquen el terreno con bases delicadas, un hecho aún más impresionante si tomamos en cuenta la resistencia que tenía el cemento de la época, cinco veces inferior a la de la actualidad.
Después de cursar la secundaria en el Ginásio Pernambucano, Cardozo comenzó a estudiar en la Escuela de Ingeniería de Pernambuco, en 1915. Egresó hasta quince años después, a causa de la muerte de su padre y de dificultades económicas. En dicho periodo realizó su servicio militar y trabajó como topógrafo. El año en que concluiría la ingeniería, se volvió dibujante de planos de riego y perforación de pozos tubulares del gobierno de Pernambuco, junto con el ingeniero alemán Von Tilling. Después de la muerte de Von Tilling, Joaquim Cardozo, aún estudiante, fue encargado del proyecto de riego de una de las islas del río San Francisco. Posteriormente, ejecutó los cálculos de las curvas parabólicas verticales de la primera central de autobuses pavimentada con cemento del Nordeste brasileño, en Recife.
A partir de 1931, ya egresado de la facultad de ingeniería, trabajó en la Secretaría de Transporte del Estado y Obras Públicas como ingeniero de carreteras. En 1934, Joaquim Cardozo se incorporó al equipo del arquitecto Luiz Nunes. Fue contratado especialmente para organizar la Dirección de Arquitectura y Construcción, primera institución gubernamental creada en Brasil con dicha finalidad. También fue profesor de la Escuela de Ingeniería y uno de los fundadores de la Escuela de Bellos Artes de Pernambuco. Pionero de la arquitectura moderna, Cardozo renovó la concepción estructural del cemento armado y los métodos de cálculo, contribuyendo así a la evolución de la ingeniería civil. Dio clases hasta 1939, año en que sufrió medidas represivas del régimen autoritario de Getulio Vargas, llamado Estado Novo, por sus críticas a los procedimientos gubernamentales en el campo de la arquitectura y de la ingeniería. Se trasladó entonces a Río de Janeiro, donde se asoció a Oscar Niemeyer.
Las obras arquitectónicas, de gran tamaño, edificadas con base en los cálculos estructurales de Cardozo son la Catedral Metropolitana de Brasilia, el Palacio Nereu Ramos, el Palacio de Planalto, el Palacio del Tribunal Supremo Federal, el Palacio de la Alvorada, el Palacio Itamaraty y la Iglesia de San Francisco de Assis. En Recife, se destacan el Pabellón Luiz Nunes, actual sede del IAB (Instituto Brasileño de Arquitectos, antes Instituto de Verificação de Óbitos de la antigua Escuela de Medicina) y la Caixa d'Agua de Olinda, obras que datan de 1936 y que son parte de los primeros ejemplos de la arquitectura moderna brasileña.

### El teórico de arquitetura
La implicación de Cardozo en la arquitectura no se limitó a su actuación como ingeniero estructural de edificios dirigidos por Oscar Niemeyer, Luiz Nunes y otros arquitectos. Cardozo (que llegó a ser el catedrático responsable de la silla "Teoría y Filosofía de la Arquitectura" de la antigua Escuela de Bellas Artes de Pernambuco) dejó escritos que, a pesar de ser extremadamente breves, contienen ideas significativas para la construcción de una Teoría de la Arquitectura.

### Vida personal
Joaquim Cardozo, quien era percibido como un hombre discreto y sin ego, no tuvo hijos y murió soltero, lo que dificultó la difusión de su obra.

## Obras arquitectónicas en colaboración con Niemeyer

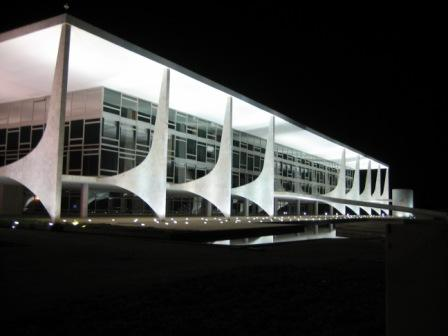
Palacio del Planalto - Brasilia, DF
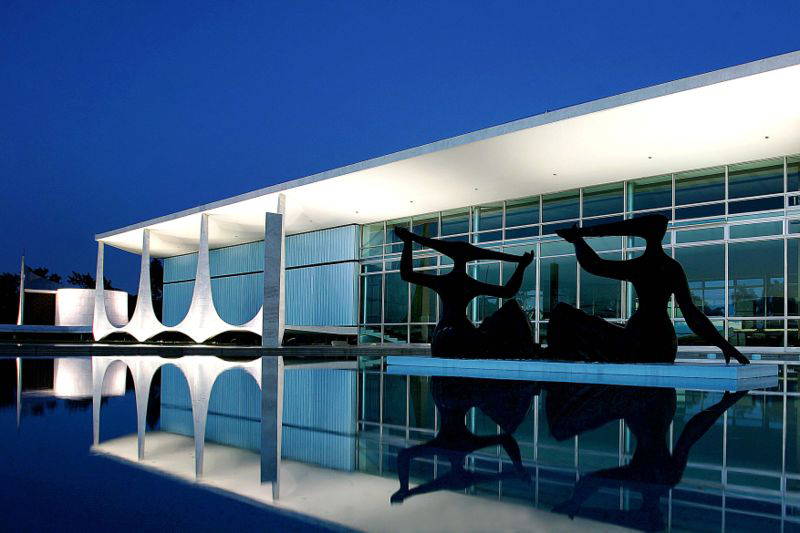
Palacio de la Alvorada - Brasilia, DF
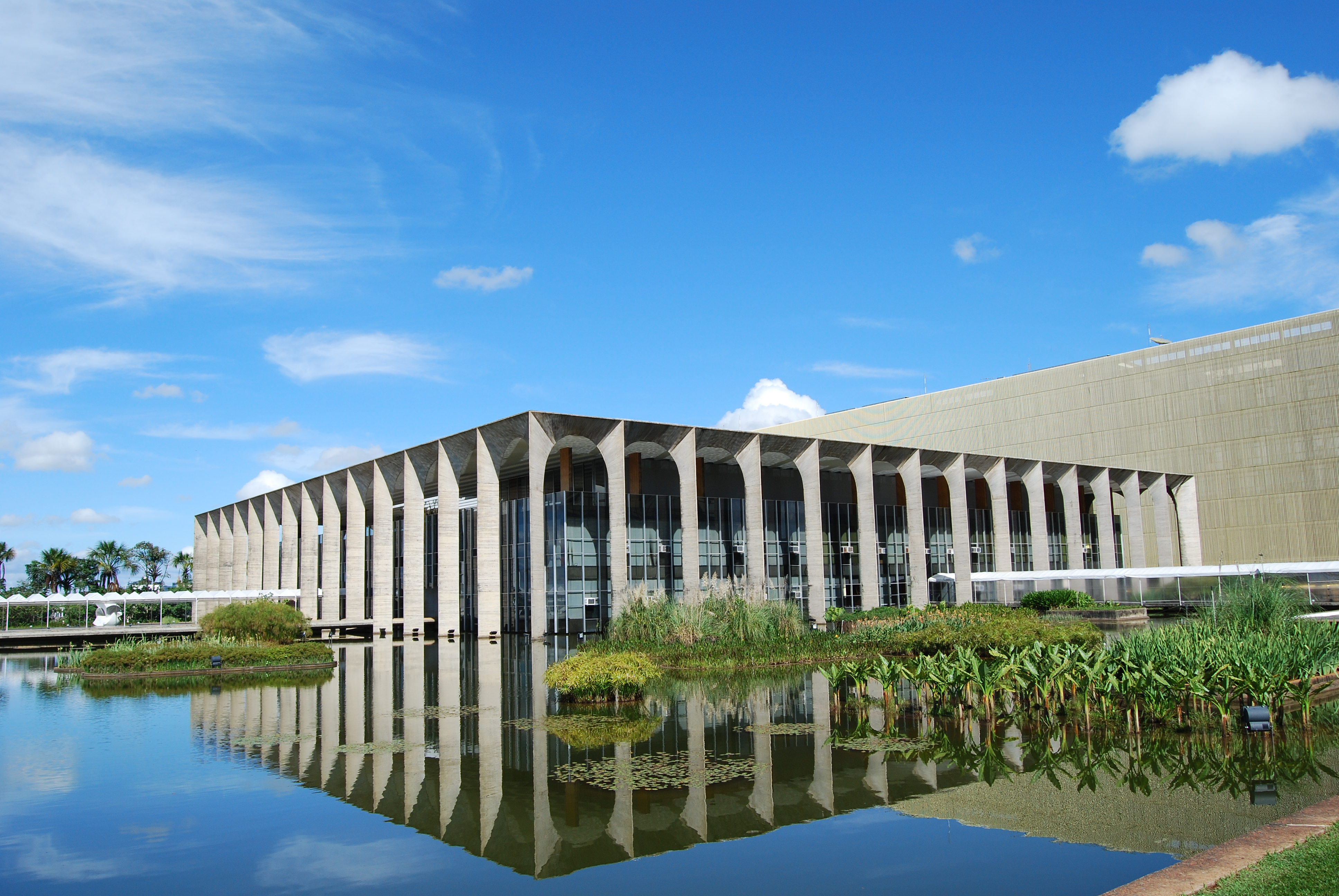
Palacio Itamaraty - Brasilia, DF

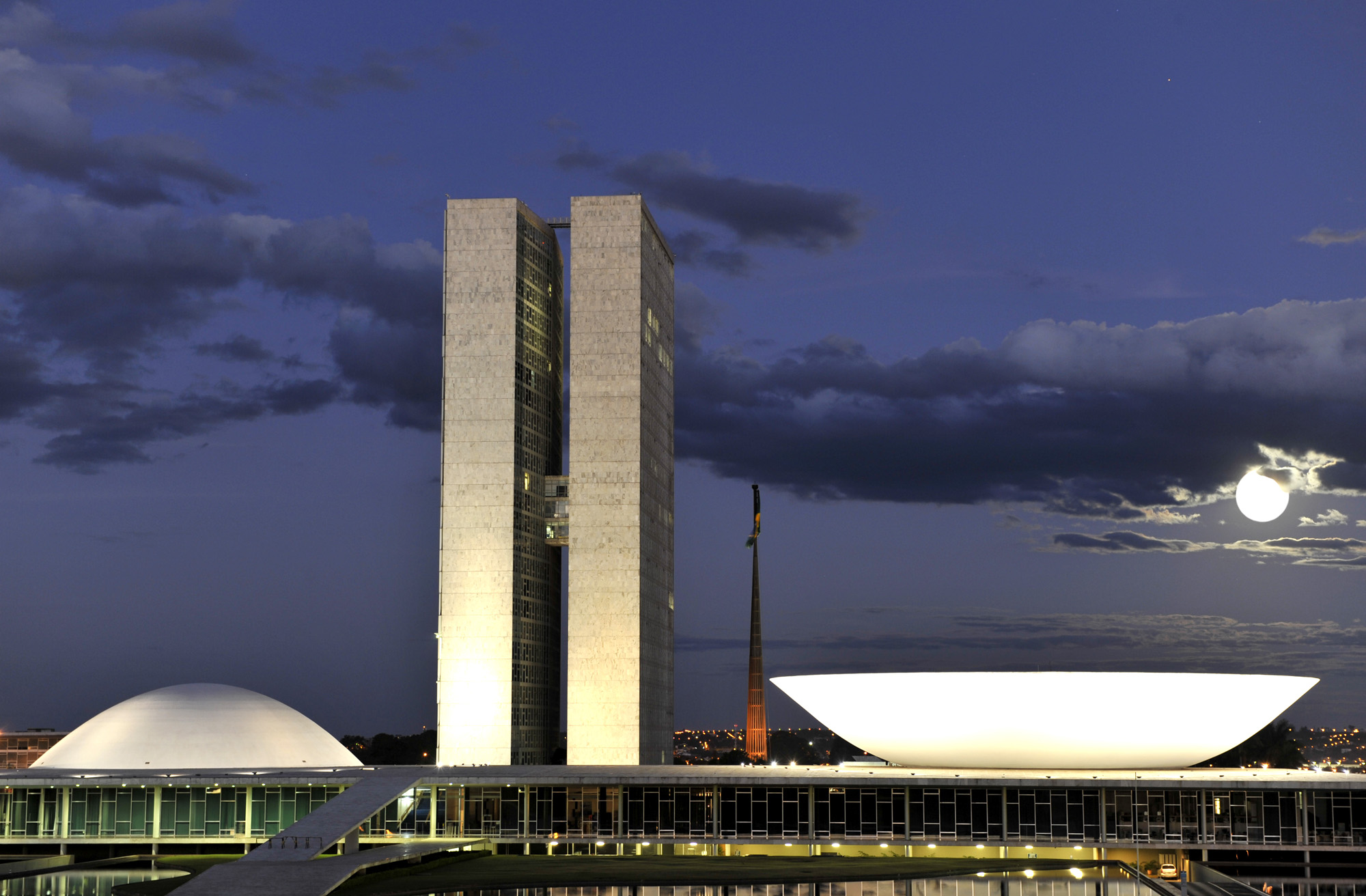
Palacio Nereu Ramos (Congreso Nacional de Brasil) - Brasilia, DF
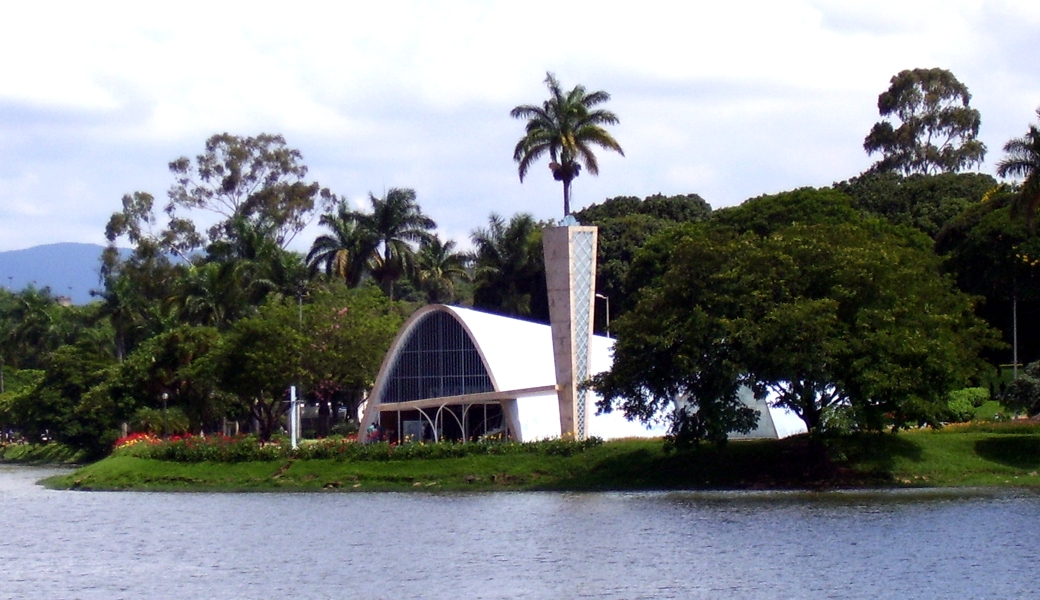
Iglesia San Francisco de Assis en la Pampulha en Belo Horizonte, Minas Gerais
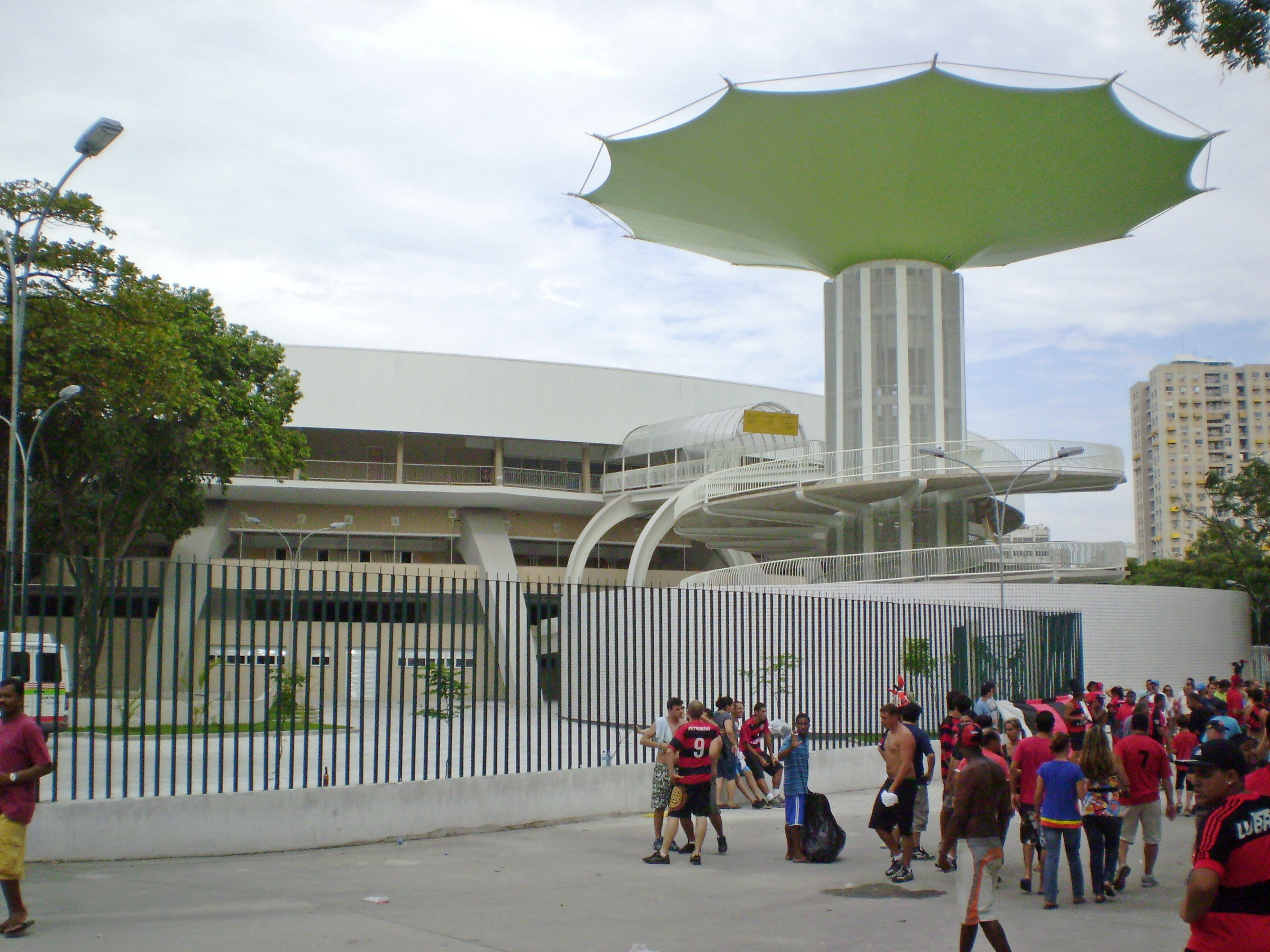
Maracanãzinho - Río de Janeiro, RJ

## Libros
- Antologia de Poetas Brasileiros Bissextos Contemporâneos, ocho poemas, libro organizado por Manuel Bandeira, 1946;
- Poemas, 1947;
- O Coronel de Macambira: bumba meu boi, en dos cuadros, 1963;
- Poesías Completas, 1971;
- Os Anjos e os Demônios de Deus, 1973;
- O Interior da Matéria, 1975;
- O Capataz de Salema, 1975.

## Cronología
- 1915 - Ingresa a la carrera de Ingeniería Civil.
- 1930 - Termina sus estudios en Ingeniería Civil.
- 1934/1937 - Trabaja con Luiz Nunes en la Dirección de Arquitectura y Urbanismo en Recife.
- 1935 - Lleva a la Exposición Conmemorativa de la Guerra de los Farrapos, en Porto Alegre, la primera muestra de arquitectura brasileña moderna.
- 1936 - Reanuda las sillas en las Escuelas de Ingeniería y de Bellas Artes.
- 1939 - En el paraninfo de Ingeniería, en 1939, da un discurso subversivo que consecuentemente lleva a un enfrentamiento con el gobierno de Pernambuco. Se traslada a Río de Janeiro.
- 1940 - Comienza a trabajar en el Instituto do Patrimonio Histórico e Artístico Nacional (IPHAN), con Rodrigo Melo Franco, Lúcio Costa y Burle Marx.
- 1941/1945 - Conoce el arquitecto Oscar Niemeyer y es invitado para hacer los cálculos estructurales del Conjunto de la Pampulha
- 1956/1964 - Realiza el cálculo estructural de los más importantes edificios de Brasilia
- 1978 - Muere el 4 de noviembre, a los 81 años, víctima de arteriosclerosis.